# Peter Schreiber
Peter Schreiber (Amsterdam 1954) - († 30 april 2010) was een Nederlandse zanger en liedjesschrijver. Door zijn grote snor was hij een opvallende verschijning. 
In 1982 had Peter Schreiber een hit met Nooit meer verliefd. Deze single kwam in week 10 in de Nederlandse Top 40. De hoogste positie was 21 en de plaat stond er vijf weken in. Andere singles van hem zijn Iets waar ik elke morgen naar verlang, (gebaseerd op Shel Silverstein's  have another expresso), Toen ik onlangs onderweg was en Wat ben jij voor 'n vriendin. Deze singles zijn verschenen op de elpee Aangenaam Gestoord. In 1981, toen het nummer Nooit meer verliefd een hit was, werd het album opnieuw uitgebracht, aangevuld met twee nieuwe nummers. 
Rond 2005 kwam er nog een nieuwe cd van Peter Schreiber uit met zijn laatste werk. 
Peter Schreiber is 56 jaar oud geworden.